# Diisopropylamidure de lithium
Le diisopropylamidure de lithium (noté LDA de l'anglais Lithium diisopropylamide) est un composé très utilisé en chimie organique de formule brute C6H14LiN. Ce composé de formule LiN[CH(CH3)2]2 est un amidure substitué. En solution, il se comporte comme une base forte (pKa d'environ 36) et très encombrée de telle sorte qu'il ne s'additionne pas (mauvais nucléophile) aux dérivés carbonylés. 
Le LDA est préparé à partir de la diisopropylamine et du butyllithium. Il est soluble dans les solvants organiques comme le THF et garde une très bonne réactivité à −78 °C.

## Utilisations
Le diisopropylamidure de lithium sert en chimie organique pour favoriser les réactions d'élimination.
Le LDA est aussi utilisé comme base pour la préparation de l'ion énolate par déprotonation d'énol ou de cétone énolisable (c'est-à-dire qui possède au moins un hydrogène sur le carbone en alpha).

## Avantages par rapport aun-butyllithium
Alors que le n-butyllithium se montre très nucléophile à partir d'une certaine température, le LDA est beaucoup moins nucléophile tout en étant stable. C'est donc un réactif de choix dans certaines réactions.